# Татаренкова (Курська область)
Татаренкова (рос. Татаренкова) — присілок в Курському районі Курської області Російської Федерації.
Населення становить 492 особи. Входить до складу муніципального утворення Нижньомедведицька сільрада.

## Історія
Населений пункт розташований на території українського етнічного та культурного краю Східна Слобожанщина.
Від 2004 року входить до складу муніципального утворення Нижньомедведицька сільрада.

## Населення
| 2002 | 2010 |
| ---- | ---- |
| 523  | ↘492 |